# Белоснежка (фильм, 2012)
«Белоснежка» (исп. Blancanieves) — чёрно-белый художественный фильм испанского режиссёра Пабло Бергера, снятый в стилистике немого кино, вышедший в 2012 году. Основан на сказке братьев Гримм «Белоснежка». Действие происходит в романтически реконструированной Андалусии 1910-х годов — время становления немого кино. В главных ролях — Марибель Верду и Макарена Гарсия. В российский прокат фильм вышел 14 февраля 2013 года.

## Сюжет
Севилья, 1910-е годы. Знаменитый матадор Антонио Вияльта во время очередного поединка тяжело ранен быком по кличке Люцифер и попадает в госпиталь. Спустя несколько часов его супруга Кармен де Триана умирает при родах. В госпитале Антонио, потрясенный смертью жены, игнорирует дочь и отворачивается от неё. Энкарна, медсестра, ухаживающая за парализованным Антонио и привлечённая его богатством и известностью, выходит за него замуж и становится полной хозяйкой в его имении. Дочь Антонио, маленькая Кармен, лишённая матери и изолированная от отца Энкартой, растёт попечением бабушки Доньи Кончи, но та внезапно умирает.
Кармен перевозят в роскошное имение, которым командует Энкарна, и там она оказывается в положении домашней прислуги: ей поручаются самые грязные и тяжёлые работы. Кармен категорически запрещено подниматься на второй этаж особняка.
Однажды петух Пепе, единственный друг Кармен, убегает. В погоне за петухом Кармен попадает на второй этаж и там видит в инвалидной коляске своего парализованного отца, которого узнаёт по портрету. Кармен узнаёт, что Энкарна полностью изолировала отца от общения и с ней, и с внешним миром. Сама Энкарна развлекается с шофёром — любовником и помощником в её злодеяниях. В последующие месяцы Кармен тайком посещает отца и получает от него уроки корриды. Энкарна случайно узнаёт об этих визитах, приказывает прислуге убить Пепе и подать Кармен на обед. Кармен узнаёт петуха по повязке и отказывается от страшного блюда. Энкарна угрожает Кармен в следующий раз расправиться и с ней, если та не будет слушаться.
Проходят годы, и Кармен вырастает в очаровательную девушку. В это время Энкарна убивает Антонио: сбрасывает его на коляске с лестницы, инсценируя несчастный случай. Вскоре Энкарна решает избавиться и от Кармен: посылает её собирать цветы в дикий лес, приказав шофёру убить девушку. Шофёр топит Кармен в ручье и уезжает.
Вечером находившуюся в бессознательном состоянии Кармен находит группа из семи карликов, возвращает её к жизни и переносит в своё жилище. Кармен, у которой после попытки утопления случилась амнезия, ничего не помнит о своём прошлом, поэтому её решают назвать Белоснежкой, как в сказке Братьев Гримм. Эта группа карликов, называющаяся «Карлики-торреро», гастролирует по провинции, и Белоснежка присоединяется к ним. Однажды во время представления Белоснежка спасает старшего карлика, Хесусина, от атак молодого бычка, инстинктивно проявив при этом качества матадора. Эпизод вызывает восторг публики, и карлики предлагают Белоснежке работать с ними. Последующие представления имеют такой грандиозный успех, что вскоре группу приглашают выступить на главной арене для боя быков в Севилье. Энкарна узнаёт Кармен по фотографии в журнале и едет в Севилью, приготовив яблоко с впрыснутым внутрь ядом.
В Севилье Хесусин, терзаемый ревностью к успеху Белоснежки, меняет таблички у вольера так, чтобы Белоснежке достался самый крупный и свирепый бык по кличке Сатана, который бы расправился с ней. Перед боем Белоснежка встречает дона Карлоса, аподерадо (антрепренёр торреро) Антонио; тот узнает её и напоминает об отце. В результате к Белоснежке возвращается память и она вспоминает отцовские уроки корриды. К восторгу арены, Белоснежка блестяще проводит бой. В конце боя толпа голосует за то, чтобы бык был прощён, и он спасается бегством через торриль. Во время чествования к Белоснежке подходит Энкарна и предлагает своё отравленное яблоко. Несмотря на то, что Белоснежка узнает Энкарну, причинившую ей столько страданий, она надкусывает это яблоко и почти сразу же падает навзничь. Карлики узнают Энкарну и преследуют её, загоняя в загон, где она становится жертвой быка.
Впоследствии карлики продолжают путешествовать по ярмаркам, зарабатывая на жизнь показом нетленной мёртвой Белоснежки в стеклянном гробу в качестве аттракциона. Безутешный карлик Груньон, влюблённый в Белоснежку, ложится спать с ней в гроб каждую ночь. В последнем кадре мы видим, как по щеке у «мёртвой» Белоснежки скатывается слеза, — а значит, надежда остается…

## В ролях
| Актёр                                  | Роль                             |
| -------------------------------------- | -------------------------------- |
| Макарена Гарсия                        | Кармен Белоснежка                |
| София Ориа                             | Карменсита Белоснежка в детстве  |
| Инма Куэста                            | Кармен де Триана мать Белоснежки |
| Даниэль Хименес Качо                   | Антонио Вийяльта отец Белоснежки |
| Анхела Молина                          | Донья Конча бабушка Белоснежки   |
| Марибель Верду                         | Энкарна мачеха Белоснежки        |
| Хосеп Мариа Поу (исп. Josep Maria Pou) | Дон Карлос аподерадо Антонио     |
| Рамон Бареа (исп. Ramón Barea)         | Дон Мартин                       |
| Пер Понсе (исп. Pere Ponce)            | Шофёр любовник Энкарны           |
| Эмилио Гавира (исп. Emilio Gavira)     | Хесусин старший карлик           |

## Номинации и награды
На Международном кинофестивале в Торонто фильм номинировался на
Discovery Award Международной федерации кинопрессы, однако уступил шведской драме «Девушка по вызову». В том же году Макарена Гарсия получила Серебряную раковину лучшей актрисе на Международном кинофестивале в Сан-Себастьяне, а Пабло Бергеру достался Специальный приз жюри. Фильм также участвовал в номинации на Золотую раковину за лучший фильм.
XXVII церемония вручения премии «Гойя» принесла фильму десять наград, в том числе «Лучший фильм», «Лучший актёр» (Даниель Хименес Качо), «Лучшая актриса» (Марибель Верду), «Лучшая операторская работа» и семь других призов. Также в 2013 году фильм получил премию Европейской киноакадемии за костюмы, был номинирован в категориях «Лучший фильм» и «Лучшая режиссура».